# Mühlegger Bach
Der Mühlegger Bach ist kurzer Zufluss zum Mühlbach in Steinberg am Rofan in Tirol.

## Verlauf
Er entsteht wenig oberhalb des Dorfes an den Südwesthängen des Guffert. Im Dorf vereinigt er sich nach kurzem Lauf mit dem Mühlbach.